# Aerfer Leone
Aerfer Leone (tiếng Ý của từ Lion) là một thiết kế máy bay tiêm kích của Ý vào cuối thập niên 1950. Đây là nỗ lực cuối cùng để phát triển mẫu thiết kế Aerfer Sagittario 2 thành một loại máy bay hoàn chỉnh.
Giống như các mẫu thử tiêm kích ở Châu Âu cùng thời điểm, nó được lên kế hoạch trang bị động cơ tên lửa (rocket engine) để tăng lên lực đẩy, loại máy bay Aerfer Ariete cũng sử dụng một động cơ phản lực phụ ngoài động cơ phản lực chính. Tuy nhiên, dự án đã bị hủy bỏ trước khi mẫu thử được chế tạo.

### Máy bay có cùng sự phát triển
- Ambrosini S.7
- Ambrosini Sagittario
- Aerfer Sagittario 2
- Aerfer Ariete

### Máy bay có tính năng tương đương
- Saunders-Roe SR.53
- Sud Ouest S.O.9000